# Danišovce
Danišovce jsou obec na Slovensku v okrese Spišská Nová Ves. Mají 527 obyvatel a rozloha katastrálního území je 4,3 km².
První písemná zmínka je z roku 1287. Obec leží v Hornádské kotlině v regionu Spiš.